# Michel Thentz
Michel Thentz, né le 11 août 1958, est un ingénieur horticole et un homme politique suisse, membre du Parti socialiste.

## Biographie
Le 17 décembre 2010, il est élu membre du gouvernement du canton du Jura, chargé du Département de la santé, des affaires sociales, du personnel et des communes et entre en fonction le 1er janvier 2011. Il est président du gouvernement jurassien en 2015. Candidat à un deuxième mandat en novembre 2015, il ne termine qu'en sixième position et n'est donc pas réélu.
Depuis 2017, Michel Thentz est membre du fOrum culture, association fédératrice des acteurs culturels du Jura bernois, du canton du Jura et de Bienne.